# Ituano FC
A Ituano Futebol Clube (rövidebb nevén Ituano), brazil labdarúgócsapat Itu városából. A Paulista bajnokság küzdelmeiben vesz részt.

## Története
A klubot a Sorocabana Vasúti Társaság alkalmazottjai hozták létre Associação Atlética Sorocabana néven 1947. május 24-én. A 60-as években vették fel a Ferroviário Atlético Ituano nevet, majd 1990-től a ma is használatos Ituano Futebol Clube néven szerepelnek.

## Sikerlista

### Állami
- 2-szeres Paulista bajnok: 2002, 2014

## Játékoskeret
2015-től
| # |     | Poszt | Név             |
| - | --- | ----- | --------------- |
|   | BRA | K     | Diego Neto      |
|   | BRA | K     | Fábio           |
|   | BRA | K     | Gustavo         |
|   | BRA | V     | Diego Augusto   |
|   | BRA | V     | Naylhor         |
|   | BRA | V     | Léo Gomes       |
|   | BRA | V     | Pacheco         |
|   | BRA | V     | Dick            |
|   | BRA | V     | Léo             |
|   | BRA | V     | Renato          |
|   | BRA | V     | Leonardo        |
|   | BRA | KP    | Cristian        |
|   | BRA | KP    | Gercimar        |
|   | BRA | KP    | Jonatan Lima    |
|   | BRA | KP    | Jackson Caucaia |

| # |     | Poszt | Név         |
| - | --- | ----- | ----------- |
|   | BRA | KP    | Walfrido    |
|   | BRA | KP    | Ewerton     |
|   | BRA | KP    | Josa        |
|   | BRA | KP    | Pery        |
|   | BRA | KP    | Clayson     |
|   | BRA | KP    | Zé Carlos   |
|   | BRA | CS    | Jheimy      |
|   | BRA | CS    | Marcelinho  |
|   | BRA | CS    | Misael      |
|   | BRA | CS    | Claudinho   |
|   | EQG | CS    | Ricardinho  |
|   | BRA | CS    | Marcão      |
|   | BRA | CS    | Ronaldo     |
|   | BRA | CS    | Dija Baiano |